# Chapelle Notre-Dame-de-la-Pitié de Mellionnec
La chapelle Notre-Dame-de-la-Pitié de Mellionnec est une chapelle située à Mellionnec à proximité du canal de Nantes à Brest, dans les Côtes-d'Armor en France.
Elle est inscrite comme monument historique  depuis le 17 septembre 1973.

## Description
Elle inclut une statue de saint Gildas en bois peint, inscrite monument historique au titre d'objet le 22 mars 1974.

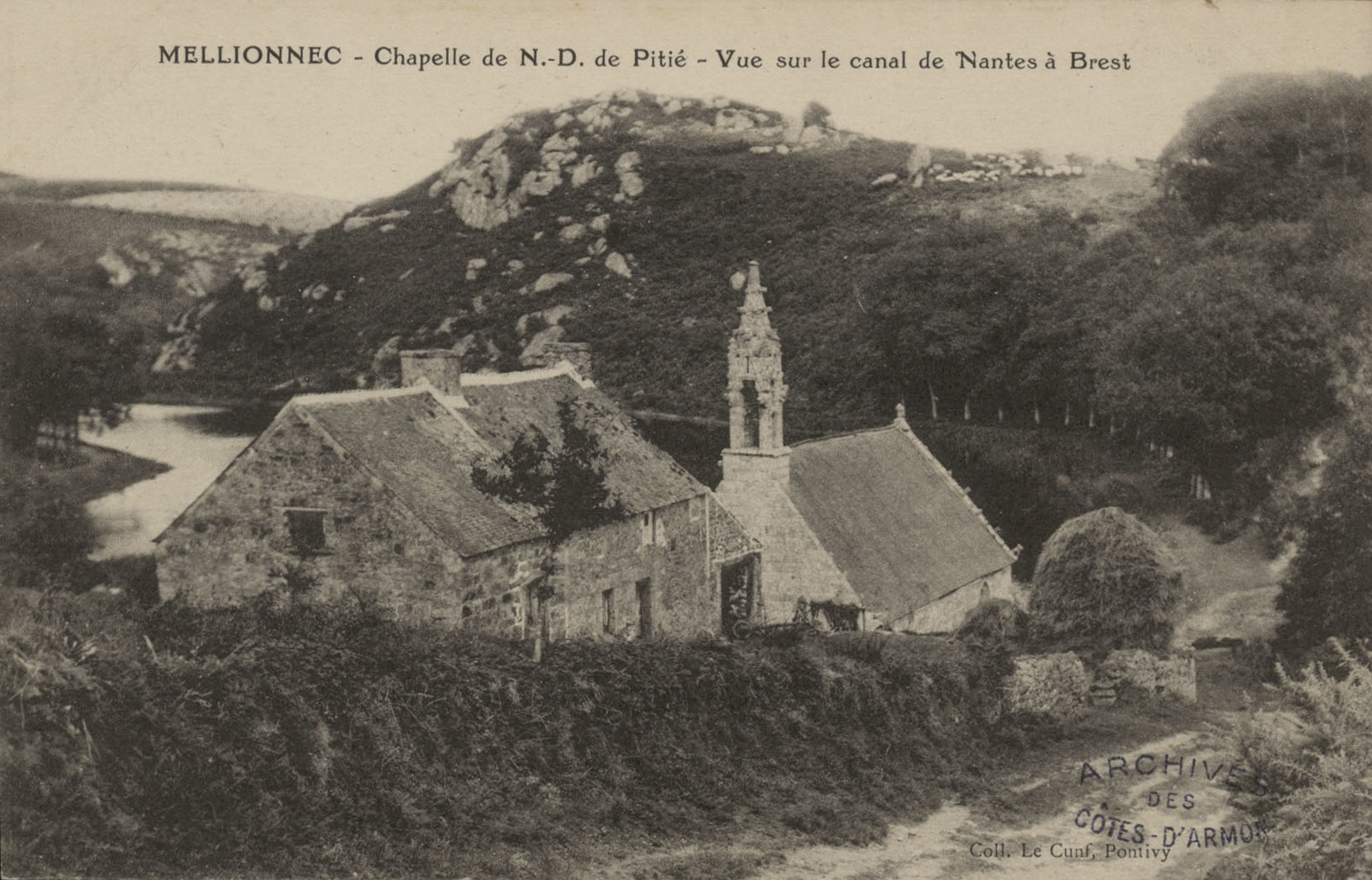
Carte postale ancienne de la chapelle.